# Thomas Menino
Thomas Michael Menino, född 27 december 1942 i Boston i Massachusetts, död 30 oktober 2014 i Boston i Massachusetts, var en amerikansk politiker (demokrat) som var Bostons borgmästare från 1993 till 2014. Han blev bland annat känd genom en lång strid med The Opie & Anthony Show. Ingen annan borgmästare har suttit längre i Boston.